# Станіслав Місюта
Станіслав Місюта (пол. Stanisław Misiuta; у хрещенні Яцек; 17 серпня 1909, с. Дутрів, Польща — 2 липня 1941, м. Чортків, нині Україна) — польський католицький священник, слуга Божий католицької церкви, вбитий НКВС.

## Життєпис
Станіслав Місюта народився 17 серпня 1909 року у селі Дутрові, нині гміни Телятин Томашівського повіту Люблінського воєводства, Польща.
Навчався в місцевій школі, Державній середній школі в Жовкві, інтернаті ченців-домініканців. Після закінчення гімназії він вступає в послушники оо. домініканців у Кракові, куди він прибув 13 липня 1925 року. Вже наступного місяця в день Небовзяття Пресвятої Богородиці біля могили святого Яцека приймає чернечу звичку з рук провінціала о. Августина Пучка (пол. Augustyn Peczka). Вивчав філософію і богослов'я у Львові. Прийняв вічну обітницю 17 липня 1930 року перед вікарієм провінції о. Антоніном Гурнісевичем (пол. Antonin Górnisiewiczen). Таїнство священства звершується 26 листопада 1933 року, яке здійснив єпископ Євген Базяк в каплиці Львівської семінарії.
Свою першу Святу Месу здійснив в сімейній парафії в богослужінні в свято Непорочного Зачаття 8 грудня 1933 року. після нетривалого перебування рідних сторін, на початку 1934 року направляється чернечою владою на роботу в Чорткові. Там служить катехитом в жіночій загальноосвітній школі.
Згодом стає префектом інтернату в Жовкві. І ось в 1937 році він повертається в місто своєї юності. Але це тривало недовго, бо в 1938 році виховний заклад разом з префектом переїжджає до Львова, де видає молодіжний журнал «Наше поле» (пол. Nasze boisko). На наступний рік в результаті військового перевороту він отримує призначення настоятелем в сирітську парафію в Чорткові. 2 липня 1941 року виявився дуже болючим для віруючих Чортківської парафії. До віруючих, котрі зібралися перед закритим храмом, дійшла звістка, що священники лежать убитими на дамбі на Берді над Середом.

### Беатифікаційний процес
Від 12 листопада 2006 року триває беатифікаційний процес прилучення о. Станіслава Місюти до лику блаженних.